# Taylor, Alabama
Taylor là một thị trấn thuộc quận Houston, tiểu bang Alabama, Hoa Kỳ. Dân số năm 2009 là 2027 người, mật độ đạt 106 người/km².